# كريستوفر مونتالي
كريستوفر مونتالي (بالإنجليزية: Christopher Munthali)‏ (مواليد 2 فبراير 1991) هو لاعب كرة قدم زامبي يلعب حاليًا لصالح نادي نكانا الزامبي.

## روابط خارجية
- كريستوفر مونتالي على موقع قاعدة بيانات كرة القدم.إي يو (الإنجليزية)
- كريستوفر مونتالي على موقع ناشيونال فوتبول تيمز (الإنجليزية)
- كريستوفر مونتالي على موقع Soccerway.com (الإنجليزية)
- كريستوفر مونتالي على موقع كووورة